# My First Love (phim truyền hình)
My First Love (tiếng Hàn: 애간장; Romaja: Aeganjang; dịch nghĩa đen: "Longing Heart") là một bộ phim truyền hình Hàn Quốc năm 2018 với các diễn viên chính như Lee Jung Shin, Seo Ji Hoon và Lee Yeol-eum. Bộ phim được dựa trên tác phẩm truyện trực tuyến cùng tên, được phát hành vào năm 2015. Nó được phát sóng trên kênh OCN vào thứ hai và thứ ba lúc 21:00 (KST) từ ngày 8 tháng 1 đến 6 tháng 2 năm 2018 gồm 10 tập.

## Nội dung
Câu chuyện nói về chàng trai không thể quên được mối tình đầu sau 10 năm và có cơ hội vượt thời gian.

## Diễn viên

### Chính
- Lee Jung Shin vai Kang Shin-woo (28 tuổi)

Giáo viên bộ môn toán tại trường trung học, do một tai nạn ngẫu nhiên, anh có cơ hội trở về 10 năm trước và gặp lại chính mình.
- Seo Ji Hoon vai Kang Shin-woo lúc nhỏ (18 tuổi)
- Lee Yeol-eum as Han Ji-soo (18 tuổi)

Mối tình đầu của Shin-woo, một cô gái thông minh xinh đẹp người và mang một nỗi đau lúc còn nhỏ.

### Phụ
- Kim Sun-young vai mẹ của Shin-woo
- Cho Seung-hee vai Baek Na-hee
- Kim Min-seok vai Kim Min-seok
- Min Do-hee vai Jang So-ra
- Lee Joo-hyung vai Joo Geun-deok
- Song Ji-hyun vai Kang Shin-hee
- Leesang vai Ki-wan
- Go Gyu-pil
- Lee Tae-seon

## Sản xuất
- Bộ phim đánh dấu sự ra mắt lần đầu tiên của bộ 3 với vai trò của diễn viên chính.[7]
- Ban đầu lên kế hoạch phát sóng trên SBS Plus, công ty sản xuất muốn phát sóng trên nhà đài của họ và chuyển sang OCN. Nó còn có kế hoạch phát trực tuyến trên ứng dụng Oksusu trước khi phát hành.[1]
- Lần đọc thoại đầu tiên diễn ra tại SBS Prism Tower ở Sangam-dong.[8]
- Nó được quay hoàn tất bắt đầu từ tháng 8 năm 2017 và đóng máy vào 25 tháng 10.[7][9]

## Đánh giá
Trong bảng này, số màu xanh dương thể hiện đánh giá thấp và số màu đỏ thể hiện đánh giá cao.
| Ep.        | Ngày phát sóng      | Tỉ lệ đánh gia          |
| Ep.        | Ngày phát sóng      | Đánh giá toàn quốc TNmS |
| ---------- | ------------------- | ----------------------- |
| 1          | 8 tháng 1 năm 2018  | 0.3%                    |
| 2          | 9 tháng 1 năm 2018  | 0.3%                    |
| 3          | 15 tháng 1 năm 2018 | 0.3%                    |
| 4          | 16 tháng 1 năm 2018 | 0.3%                    |
| 5          | 22 tháng 1 năm 2018 | 0.4%                    |
| 6          | 23 tháng 1 năm 2018 | 0.2%                    |
| 7          | 29 tháng 1 năm 2018 | 0.1%                    |
| 8          | 30 tháng 1 năm 2018 | 0.2%                    |
| 9          | 5 tháng 2 năm 2018  | 0.1%                    |
| 10         | 6 tháng 2 năm 2018  | 0.2%                    |
| Trung bình | Trung bình          | 0.2%                    |

- Ghi chú: Bộ phim này được phát sóng trên truyền hình cáp/trả phí thông thường có số lượng người xem thấp hơn so với kênh phát sóng miễn phí thông thường (KBS, SBS & MBC & EBS).